# Bec de dalla bec-roig
El bec de dalla bec-roig (Campylorhamphus trochilirostris) és una espècie d'ocell de la família dels furnàrids (Furnariidae), subfamília dels dendrocolaptins (Dendrocolaptinae), que habita les selves humides, boscos de ribera i altres zones forestals del centre i est de Panamà, Colòmbia, Veneçuela, nord-oest i est del Perú, est de l'Equador, nord i est de Bolívia, oest, est i sud del Brasil, el Paraguai i nord de l'Argentina.